# Rudolf van Reest
Rudolf van Reest (pseudoniem van Karel Cornelis van Spronsen) (Rotterdam, 12 april 1897 - Groenekan, 29 november 1979) was een Nederlands literator die ondanks zijn geboorte in Rotterdam gezien wordt als een Zeeuws schrijver. Verder was hij medewerker van het dagblad Trouw.
Hij schreef ca. 40 boeken. waaronder romans, documentaires, biografieën, historische boeken etc. Thema's in zijn oeuvre zijn onder meer: verzet tegen kleinburgerlijkheid en religieuze bekrompenheid in besloten gemeenschappen en de verheffing die het verstaan van de ware kern van het christelijk geloof teweegbrengt. Daarbij is de auteur met name kritisch ten opzichte van bevindelijke godsdienst, die onveranderd als (valse) mystiek wordt geportretteerd.

## Rol in verzet
In het Zeeuwse verzet speelde Van Spronsen een actieve rol. Hij kreeg na de oorlog het verzoek voor Het Grote Gebod: Gedenkboek van het verzet in LO en LKP (1951) Dl.I, p.294-306 over de illegaliteit in Zeeland een overzicht te schrijven. Na de oorlog werd hij aangesteld binnen het Militair Gezag om de pers te beoordelen op trouw aan het vaderland. Zijn functie was kapitein perszaken. De illegale kranten die tegen de bezetters hadden geschreven mochten blijven bestaan. De andere, die zich aan collaboratie hadden schuldig gemaakt, moesten verdwijnen.